# Polochion des Moluques
Philemon moluccensis
Espèce
Statut de conservation UICN

 LC  : Préoccupation mineure
Le Polochion des Moluques (Philemon moluccensis) est une espèce de passereaux de la famille des Meliphagidae.

## Répartition
Il est endémique à l'île de Buru en Indonésie.

## Habitat
Il habite les forêts humides tropicales et subtropicales.